# Kresy
Kresy è un germanismo (dal tedesco Kreis) della lingua polacca; è un termine, attestato nella lingua polacca fin dal XV secolo, con il significato di "linea", "confine". Usato al plurale a partire dal romanticismo polacco (precisamente dal 1854 con il poema epico Mohort di Wincenty Pol), designa i territori orientali annessi dalla Polonia durante il medioevo e perduti in seguito alle spartizioni polacche alla fine del XVIII secolo. In principio indicava le terre sud-occidentali dell'ex Ucraina polacca (e in questo senso lo usa Pol), ma si estese successivamente anche a quelle nord-orientali, oggi parte delle repubbliche di Lituania e Bielorussia. Nel corso del Novecento, come fa notare J. Kolbuszewski, questo termine – con l'aggiunta di aggettivi come occidentali o meridionali - ha allargato ulteriormente il suo valore di referenza spaziale ad altri territori, piegandosi a diversi "scopi pragmatici e politici". Alcuni intellettuali polacchi che provenivano dai Kresy orientali - Czesław Miłosz e Jerzy Stempowski - denotano una malcelata insofferenza per questa parola, accusata di rappresentare lo spazio geografico secondo una prospettiva, per così dire, "polaccocentrica".
|  |  |  |  |  |  |